# Мидазолам
Мидазола́м — препарат короткого действия класса бензодиазепинов, который применяют для лечения острых припадков, умеренно тяжёлой бессонницы, для стимулирования седации и амнезии перед проведением медицинских процедур. Обладает мощным анксиолитическим, амнестическим, снотворным, противосудорожным, седативными эффектами, а также расслабляет скелетные мышцы. Мидазолам имеет быстрое время восстановления и это наиболее часто используемый бензодиазепин для премедикации; реже его применяют для индукции и поддержания анестезии. Флумазенил — антагонист бензодиазепинов, который может быть использован для лечения передозировки мидазоламом, а также для отмены эффекта седации. Однако, флумазенил может спровоцировать припадки при смешанных передозировках и у лиц с бензодиазепиновой зависимостью, поэтому он не используется в большинстве случаев.
Применение мидазолама интраназально (через нос) или трансбуккально (поглощение через дёсны и щёки), как альтернатива ректальному введению диазепама, становится всё более популярным для экстренного лечения припадков у детей. Мидазолам также используют для седации при эндоскопических процедурах и в интенсивной терапии. Свойство мидазолама вызывать антероградную амнезию полезно для премедикации перед операцией, так как устраняет неприятные воспоминания. Мидазолам, как и многие другие бензодиазепины, имеет быстрое начало действия, высокую эффективность и низкую токсичность. К недостаткам мидазолама относят лекарственные взаимодействия, развитие толерантности, синдрома отмены, а также побочные эффекты, например когнитивные нарушения и седацию. Парадоксальные эффекты возникают наиболее часто у детей, пожилых и особенно после внутривенного введения.

## История
Мидазолам является одним из 35 бензодиазепинов, которые в настоящее время применяют в медицинской практике. Он был синтезирован в 1976 году Вальзером (англ. Walser) и Фрайером (англ. Fryer) в Hoffmann–La Roche в Соединённых Штатах. Было обнаружено, что благодаря своей растворимости в воде, мидазолам вызывает тромбофлебит реже, чем аналогичные препараты. В том же году бензодиазепиновый препарат алпразолам был синтезирован из мидазолама и был выведен на фармакологический рынок США в 1981 году. Противосудорожное свойства мидазолама изучались в конце 1970-х, но он не применялся вплоть до 1990-х годов, пока не обнаружилась его эффективность при лечении судорожного эпилептического статуса. По состоянию на 2010 год это наиболее часто используемый бензодиазепин в анестезиологии. В медицине критических состояний мидазолам становится всё более популярным, чем другие бензодиазепины, такие как лоразепам и диазепам, потому что он более короткого действия, является более мощным и вызывает меньшую боль в месте инъекции. Мидазолам также становится всё более популярным в ветеринарной медицине в связи с его растворимостью в воде.

## Показания
Внутривенно мидазолам показан для седации (часто в сочетании с опиоидом, например фентанилом), а также для премедикации в предоперационном периоде, для индукции наркоза и для седации пациентов с искусственной вентиляцией лёгких, находящихся в отделении реанимации. Мидазолам превосходит диазепам в угнетении памяти при эндоскопических процедурах, но пропофол имеет более быстрое время восстановления и обладает лучшим эффектом угнетения памяти. Это наиболее популярный бензодиазепин в отделении реанимации и интенсивной терапии (ОРИТ) из-за его короткого периода полураспада в сочетании с растворимостью в воде и его пригодностью для непрерывной инфузии. Однако, для долгосрочной седации лоразепам предпочтительнее из-за его большой продолжительности действия и пропофол имеет преимущества перед мидазоламом при использовании в ОРИТ для седации в случаях короткого времени отлучения и ранней трахеальной экстубации. Доказано, что интрабуккальное (всасывание через щёки) и интраназальное (через нос) введение мидазолама легче проводить и более эффективно, чем ректальное введение диазепама при контроле над приступами. Пациентам с неизлечимой патологией мидазолам можно вводить подкожно в низких дозах в последние часы или дни жизни, чтобы уменьшить возбуждение, миоклонус, беспокойство или тревогу. Применение более высоких доз мидазолама в течение последних недель жизни считают предпочтительным в паллиативной терапии для непрерывной и глубокой седации, когда необходимо облегчить невыносимые страдания пациента при неэффективности других методов лечения; но потребность в этом более редка. Мидазолам также иногда используют у новорождённых, которые находятся на искусственной вентиляции лёгких, однако морфин предпочтительнее в данной ситуации, так как он более безопасен.
Перорально мидазолам показан для краткосрочного лечения умеренно тяжёлой бессонницы пациентов, у которых другие снотворные средства оказались неэффективны и у которых постоянно возникают проблемы с засыпанием. Так как у мидазолама чрезвычайно короткая продолжительность действия, его не назначают пациентам, которые имеют проблемы пребывания во сне всю ночь; в таких ситуациях применяют бензодиазепины среднего и длительного действия (темазепам, нитразепам, флунитразепам).

## Общая информация
Выпускается в виде малеината и гидрохлорида. По структуре и действию близок к бензодиазепиновым транквилизаторам. Оказывает успокаивающее, противосудорожное, миорелаксантное действие, усиливает действие снотворных, наркотических, анальгезирующих средств.
Характерной особенностью мидазолама является выраженное снотворнонаркотическое (гипнотическое) действие, в связи с чем препарат применяется в основном в анестезиологической практике для премедикации, введения в наркоз и поддержания наркоза.
Мидазолам вводят внутривенно и внутримышечно. Действует препарат непродолжительно. Для премедикации мидазолам вводят за 20—30 мин до наркоза внутримышечно по 0,05—0,1 мг/кг. Можно использовать отдельно или в сочетании с холинолитиками и анальгетиками.
Для введения в наркоз вводят внутривенно за 15 мин из расчёта 0,15—0,25 мг/кг вместе с анальгетиками. Для поддержания наркоза вводят дополнительные дозы. Можно сочетать мидазолам и кетамин.
При внутривенном введении мидазолама может развиться угнетение дыхания, поэтому его применение допускается только при возможности проведения ИВЛ.
Не следует применять мидазолам при тяжёлой миастении, недостаточности кровообращения, в первые 3 мес. беременности.
Выпускаются также таблетки мидазолама по 15 мг, используемые в качестве транквилизирующего и снотворного средства и для премедикации.

## Противопоказания и особые указания
Бензодиазепины требуют осторожности при использовании у пожилых, беременных, детей, у лиц с алкогольной или наркотической зависимостью, а также пациентов с сопутствующими психическими расстройствами. Дополнительная осторожность требуется у больных в критическом состоянии, так как может происходить накопление мидазолама и его активных метаболитов. Нарушение функций почек или печени может замедлить элиминацию мидазолама, приводя к более длительному его действию. Противопоказания включают гиперчувствительность, острую закрытоугольную глаукому, шок, гипотонию, травмы головы. Большинство из них являются относительными противопоказаниями.

### Беременность
Применение мидазолама во время третьего триместра беременности может привести к серьёзному риску для новорождённого, в том числе к бензодиазепиновому абстинентному синдрому с возможными симптомами, включая гипотонию, приступы апноэ, цианоз и нарушения метаболических реакций на холодовой стресс. Сообщается, что симптомы гипотонии и бензодиазепиновый абстинентный синдром новорождённых сохраняются от нескольких часов до нескольких месяцев после рождения. К другим проявлениям синдрома отмены у новорождённых относят повышенную возбудимость, тремор и желудочно-кишечные расстройства (диарея или рвота). Кормление грудью матери, получающей мидазолам, не рекомендуется.

### Новорождённые
Мидазолам иногда применяют в отделениях интенсивной терапии новорождённых. При его использовании у новорождённых требуется дополнительная осторожность; мидазолам не должен использоваться более 72 часов из-за риска тахифилаксии, возможности развития синдрома отмены бензодиазепинов, а также неврологических осложнений. Внутривенные струйные инъекции следует избегать из-за повышенного риска сердечно-сосудистых депрессии, а также неврологических осложнений.

### Пожилые
Дополнительная осторожность требуется и при применении мидазолама у пожилых, поскольку они более чувствительны к фармакологическим эффектам бензодиазепинов, а также метаболизм бензодиазепинов происходит медленнее. Пожилые более склонны к возникновению побочных эффетов, включая сонливость, амнезию, особенно антероградную, атаксию, эффект похмелья, спутанность сознания и падения.

## Побочные эффекты

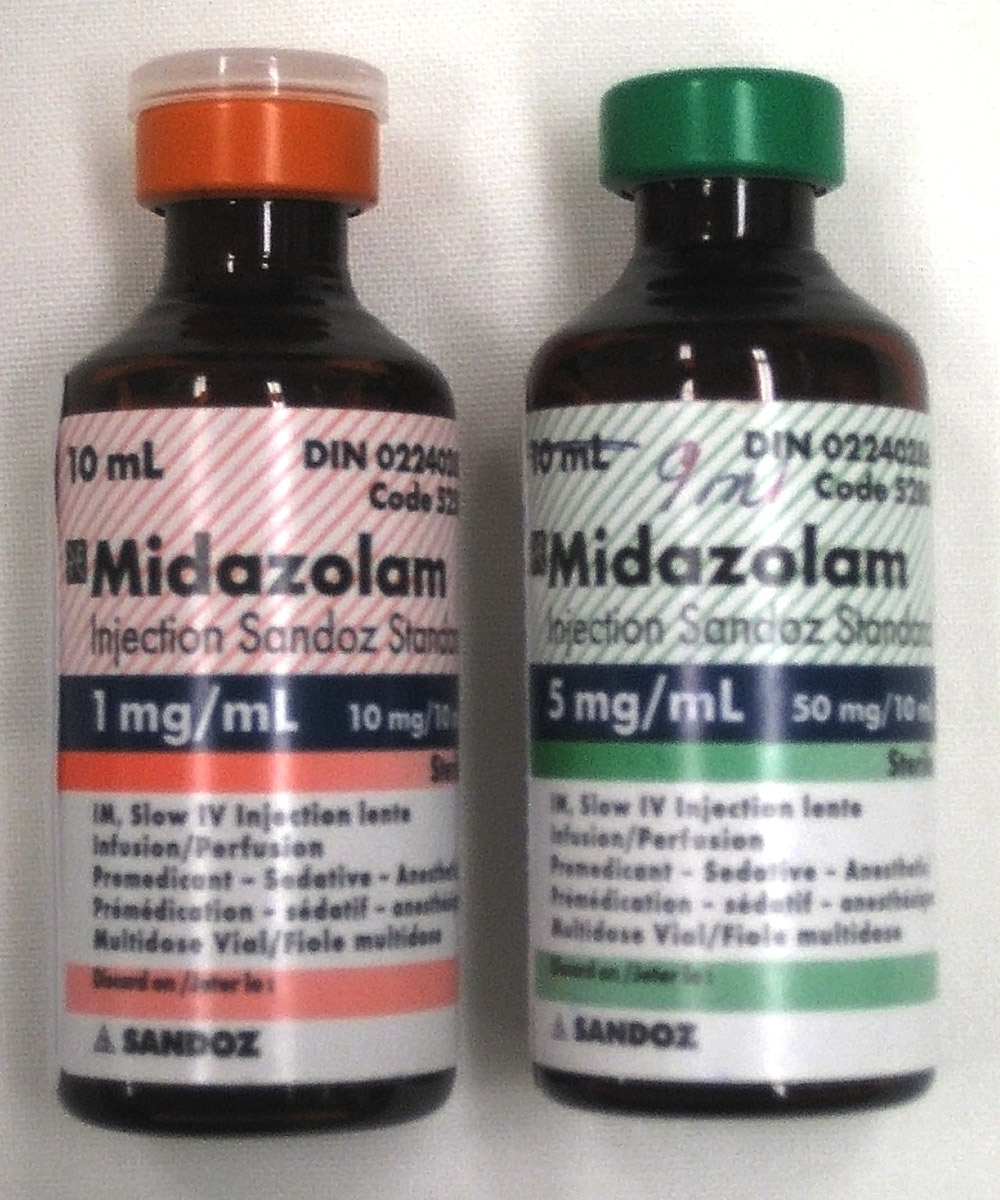
Инъекционный мидазолам в дозах 1 мг/мл и 5 мг/мл

Побочные эффекты мидазолама включают толерантность, абстинентный синдром, спутанность сознания, амнезию, особенно антероградную, атаксию, сонливость, когнитивные нарушения, седацию и повышенный риск падений в пожилом возрасте. Люди, испытывающие амнезию в качестве побочного эффекта мидазолама, как правило, не знают что их память ухудшается.
Длительное использование бензодиазепинов связано с продолжительным дефицитом памяти и её частичное восстановление происходит только через 6 месяцев после прекращения приёма. Остаётся неясным, происходит ли полное выздоровление после длительного периода воздержания от приёма. Бензодиазепины могут вызывать или усугублять депрессию. Иногда при приёме бензодиазепинов происходит парадоксальное возбуждение, включая ухудшение припадков. Дети, пожилые люди, лица со злоупотреблением алкоголя или агрессивным поведением, гневом в анамнезе подвергаются повышенному риску парадоксальных эффектов. Парадоксальные реакции особенно возникают при внутривенном введении. После ночного приёма мидазолама, остаточный эффект «похмелья» (то есть сонливость, нарушение психомоторных и когнитивных функций) может сохраняться на следующий день. Это может привести к нарушению способности употребляющего мидазолам безопасно управлять автомобилем и может увеличить риск падений и переломов бедра. Может происходить седация, угнетение дыхания, гипотония (в результате уменьшения общего сосудистого сопротивления) и увеличение частоты сердечных сокращений. Гипотензия может возникнуть при быстром введении мидазолама.
У восприимчивых лиц, мидазолам, как известно, может стать причиной парадоксальных реакций. При этом человек может испытывать беспокойство, у него могут возникать непроизвольные движения, агрессивное поведение, неконтролируемый плач и другие подобные эффекты. Полагают, что это связано с изменённым состоянием сознания или расторможенностью, вызванной препаратом. Парадоксальное поведение часто пациент не помнит из-за амнезии, вызванной препаратом. В экстремальных ситуациях, флумазенил может быть использован для ингибирования или отмены эффекта мидазолама. Антипсихотические лекарства, такие как галоперидол, также могут быть использованы для этой цели.
Мидазолам, как известно, вызывает угнетение дыхания. У здоровых людей 0,15 мг/кг мидазолама может вызвать угнетение дыхания. Когда мидазолам вводят в сочетании с фентанилом, возникновение гипоксемии или апноэ становится более вероятным.

## Толерантность, зависимость и синдром отмены
Бензодиазепиновая зависимость возникает примерно у одной трети людей, которые лечатся бензодиазепинами более 4 недель. Зависимость обычно приводит к толерантности и синдрому отмены бензодиазепинов (при быстром снижении дозы). Инфузии мидазолама могут вызвать толерантность и синдром отмены в течение нескольких дней. К факторам риска зависимости относят склонность личности к зависимости, использование бензодиазепинов короткого действия и с высокой активностью, а также долгосрочная терапия бензодиазепинами. Симптомы отмены мидазолама могут варьировать от бессонницы и тревоги до судорог и психоза. Симптомы отмены иногда могут быть похожи на симптомы основного заболевания у пациента. Постепенное уменьшение дозы мидазолама после регулярного применения может минимизировать проявления синдрома отмены. Возникновение толерантности и синдрома отмены может быть связано с нарушением регуляции рецепторов и изменения в экспрессии генов ГАМКА-рецепторов, что приводит к длительным изменениям функции ГАМКергических нейронов системы.
У пациентов, длительно получающие мидазолам, терапевтический эффект препарата уменьшается из-за развития толерантности (устойчивости) к бензодиазепину. Длительная инфузия мидазолама приводит к развитию толерантности; если мидазолам даётся внутривенно в течение нескольких дней или более, может возникнуть синдром отмены. Поэтому с целью профилактики синдрома отмены прекращение длительной инфузии должно быть постепенным, а иногда и при необходимости продолжение уменьшения дозы с пероральным приёмом бензодиазепина длительного действия, например дикалия клоразепата. Когда признаки толерантности к мидазоламу возникают во время интенсивной терапии, рекомендуется назначение опиоидов или пропофола для дополнительной седации. Симптомы отмены могут включать возбудимость, возникновение патологических рефлексов, тремор, подёргивания мышц, гипертонус, делирий, припадки, тошноту, рвоту и диарею, тахикардию, гипертонию и тахипноэ.

## Немедицинское использование
В отдельных штатах США несколько раз использовался в качестве одного из компонентов смертельной инъекции при исполнении смертной казни.